# 楊名 (隨州)
楊名（？年—？年），字小松，湖廣德安府隨州人，明朝政治人物。

## 生平
習《易經》，隆慶四年（1570年）中式庚午科應天鄉試第九十七名舉人，萬曆十二年前後任四川鄰水縣知縣。